# Europäischer Verlegerverband
Der Europäische Verlegerverband (englisch: Federation of European Publishers;FEP) mit Sitz in Brüssel ist eine unabhängige, nicht-kommerzielle Vereinigung von Verlegern aus Europa.
Die Gründung erfolgte 1967. Es werden 26 nationale Vereinigungen von Verlegern repräsentiert. Er kümmert sich um die europäische Gesetzgebung und gibt Ratschläge für Copyright und andere gesetzgeberische Felder. Mitglieder sind u. a. der Börsenverein des Deutschen Buchhandels und der Hauptverband des österreichischen Buchhandels.